# Abierto Mexicano de Tenis 2009 - Qualificazioni singolare femminile
Le qualificazioni del singolare femminile dell'Abierto Mexicano de Tenis 2009 sono state un torneo di tennis preliminare per accedere alla fase finale della manifestazione. I vincitori dell'ultimo turno sono entrati di diritto nel tabellone principale. In caso di ritiro di uno o più giocatori aventi diritto a questi sono subentrati i lucky loser, ossia i giocatori che hanno perso nell'ultimo turno ma che avevano una classifica più alta rispetto agli altri partecipanti che avevano comunque perso nel turno finale.
Le qualificazioni del torneo prevedevano 32 partecipanti di cui 4 sono entrati nel tabellone principale.

## Teste di serie
1. Ágnes Szávay (ultimo turno)
2. Ioana Raluca Olaru (Qualificata)
3. Betina Jozami (secondo turno)
4. Alexa Glatch (ultimo turno)

1. Viktorija Kutuzova (Qualificata)
2. Arantxa Rus (ultimo turno)
3. Anna Tatišvili (primo turno)
4. Gréta Arn (Qualificata)

## Qualificati
1. Gréta Arn
2. Ioana Raluca Olaru

1. Arantxa Parra-Santonja
2. Viktorija Kutuzova

## Tabellone

### Legenda
| - Q = Qualificato - WC = Wild card - LL = Lucky loser | - ALT = Alternate - SE = Special Exempt - PR = Protected Ranking | - w/o = Walkover - r = Ritirato - d = Squalificato |

### Sezione 1
|  | Primo turno        | Primo turno             | Primo turno             | Primo turno | Primo turno |  |  | Secondo turno | Secondo turno   | Secondo turno   | Secondo turno | Secondo turno |   |   | Ultimo turno | Ultimo turno | Ultimo turno | Ultimo turno | Ultimo turno |  |
|  |                    |                         |                         |             |             |  |  |               |                 |                 |               |               |   |   |              |              |              |              |              |  |
|  | 1                  | Ágnes Szávay            | Ágnes Szávay            | 6           | 6           |  |  |               |                 |                 |               |               |   |   |              |              |              |              |              |  |
|  |                    | Maria-Emilia Salerni    | Maria-Emilia Salerni    | 3           | 2           |  |  | 1             | Ágnes Szávay    | Ágnes Szávay    | 6             | 1             |   |   |              |              |              |              |              |  |
|  | Johanna Larsson    | Johanna Larsson         | Johanna Larsson         | 6           | 6           |  |  |               | Johanna Larsson | Johanna Larsson | 3             | 0r            |   |   |              |              |              |              |              |  |
|  | Megan Moulton-Levy | Megan Moulton-Levy      | Megan Moulton-Levy      | 4           | 2           |  |  |               |                 |                 |               |               |   |   | 1            | Ágnes Szávay | 6            | 5            | 2            |  |
|  | Olivia Sanchez     | Olivia Sanchez          | Olivia Sanchez          | 6           | 7           |  |  |               |                 | 8               | Gréta Arn     | 1             | 7 | 6 |              |              |              |              |              |  |
|  | Danielle Mills     | Danielle Mills          | Danielle Mills          | 0           | 63          |  |  |               | Olivia Sanchez  | 7               | 1             | 3             |   |   |              |              |              |              |              |  |
|  | 8                  | Gréta Arn               | Gréta Arn               | 6           | 7           |  |  | 8             | Gréta Arn       | 65              | 6             | 6             |   |   |              |              |              |              |              |  |
|  |                    | Estrella Cabeza-Candela | Estrella Cabeza-Candela | 0           | 5           |  |  |               |                 |                 |               |               |   |   |              |              |              |              |              |  |

### Sezione 2
|  | Primo turno      | Primo turno        | Primo turno        | Primo turno | Primo turno |  |  | Secondo turno   | Secondo turno      | Secondo turno | Secondo turno | Secondo turno |   |   | Ultimo turno | Ultimo turno       | Ultimo turno       | Ultimo turno | Ultimo turno |  |
|  |                  |                    |                    |             |             |  |  |                 |                    |               |               |               |   |   |              |                    |                    |              |              |  |
|  | 2                | Ioana Raluca Olaru | Ioana Raluca Olaru | 6           | 6           |  |  |                 |                    |               |               |               |   |   |              |                    |                    |              |              |  |
|  |                  | Agnes Szatmari     | Agnes Szatmari     | 1           | 1           |  |  | 2               | Ioana Raluca Olaru | 7             | 3             | 7             |   |   |              |                    |                    |              |              |  |
|  | Martina Müller   | Martina Müller     | 6                  | 4           | 6           |  |  |                 | Martina Müller     | 64            | 6             | 5             |   |   |              |                    |                    |              |              |  |
|  | Sandra Záhlavová | Sandra Záhlavová   | 2                  | 6           | 0           |  |  |                 |                    |               |               |               |   |   | 2            | Ioana Raluca Olaru | Ioana Raluca Olaru | 6            | 6            |  |
|  | Alina Židkova    | Alina Židkova      | Alina Židkova      | 6           | 6           |  |  |                 |                    |               | Alina Židkova | Alina Židkova | 1 | 4 |              |                    |                    |              |              |  |
|  | Victoria Lozano  | Victoria Lozano    | Victoria Lozano    | 2           | 0           |  |  | Alina Židkova   | Alina Židkova      | 1             | 6             | 6             |   |   |              |                    |                    |              |              |  |
|  |                  | Natalie Grandin    | Natalie Grandin    | 6           | 6           |  |  | Natalie Grandin | Natalie Grandin    | 6             | 1             | 1             |   |   |              |                    |                    |              |              |  |
|  | 7                | Anna Tatišvili     | Anna Tatišvili     | 3           | 3           |  |  |                 |                    |               |               |               |   |   |              |                    |                    |              |              |  |

### Sezione 3
|  | Primo turno            | Primo turno            | Primo turno            | Primo turno | Primo turno |  |  | Secondo turno | Secondo turno          | Secondo turno          | Secondo turno | Secondo turno |   |   | Ultimo turno | Ultimo turno           | Ultimo turno           | Ultimo turno | Ultimo turno |  |
|  |                        |                        |                        |             |             |  |  |               |                        |                        |               |               |   |   |              |                        |                        |              |              |  |
|  | 3                      | Betina Jozami          | Betina Jozami          | 6           | 6           |  |  |               |                        |                        |               |               |   |   |              |                        |                        |              |              |  |
|  |                        | Sílvia Soler Espinosa  | Sílvia Soler Espinosa  | 2           | 4           |  |  | 3             | Betina Jozami          | Betina Jozami          | 2             | 1             |   |   |              |                        |                        |              |              |  |
|  | Arantxa Parra-Santonja | Arantxa Parra-Santonja | 3                      | 6           | 7           |  |  |               | Arantxa Parra-Santonja | Arantxa Parra-Santonja | 6             | 6             |   |   |              |                        |                        |              |              |  |
|  | Soledad Esperon        | Soledad Esperon        | 6                      | 4           | 5           |  |  |               |                        |                        |               |               |   |   |              | Arantxa Parra-Santonja | Arantxa Parra-Santonja | 6            | 7            |  |
|  | Frederica Piedade      | Frederica Piedade      | Frederica Piedade      | 7           | 6           |  |  |               |                        | 6                      | Arantxa Rus   | Arantxa Rus   | 3 | 5 |              |                        |                        |              |              |  |
|  | Lenka Wienerova        | Lenka Wienerova        | Lenka Wienerova        | 5           | 1           |  |  |               | Frederica Piedade      | Frederica Piedade      | 6             | 1             |   |   |              |                        |                        |              |              |  |
|  | 6                      | Arantxa Rus            | Arantxa Rus            | 6           | 6           |  |  | 6             | Arantxa Rus            | Arantxa Rus            | 7             | 6             |   |   |              |                        |                        |              |              |  |
|  |                        | Daniela Munoz-Gallegos | Daniela Munoz-Gallegos | 1           | 2           |  |  |               |                        |                        |               |               |   |   |              |                        |                        |              |              |  |

### Sezione 4
|  | Primo turno        | Primo turno            | Primo turno            | Primo turno | Primo turno |  |  | Secondo turno | Secondo turno      | Secondo turno      | Secondo turno      | Secondo turno |   |   | Ultimo turno | Ultimo turno | Ultimo turno | Ultimo turno | Ultimo turno |  |
|  |                    |                        |                        |             |             |  |  |               |                    |                    |                    |               |   |   |              |              |              |              |              |  |
|  | 4                  | Alexa Glatch           | Alexa Glatch           | 6           | 6           |  |  |               |                    |                    |                    |               |   |   |              |              |              |              |              |  |
|  |                    | Alexandra Moreno-Kaste | Alexandra Moreno-Kaste | 0           | 0           |  |  | 4             | Alexa Glatch       | Alexa Glatch       | 6                  | 6             |   |   |              |              |              |              |              |  |
|  | Alejandra Granillo | Alejandra Granillo     | Alejandra Granillo     | 6           | 7           |  |  |               | Alejandra Granillo | Alejandra Granillo | 2                  | 0             |   |   |              |              |              |              |              |  |
|  | Anna Smith         | Anna Smith             | Anna Smith             | 4           | 5           |  |  |               |                    |                    |                    |               |   |   | 4            | Alexa Glatch | 4            | 6            | 65           |  |
|  | Tzipora Obziler    | Tzipora Obziler        | Tzipora Obziler        | 6           | 6           |  |  |               |                    | 5                  | Viktorija Kutuzova | 6             | 3 | 7 |              |              |              |              |              |  |
|  | Ximena Hermoso     | Ximena Hermoso         | Ximena Hermoso         | 2           | 4           |  |  |               | Tzipora Obziler    | 3                  | 6                  | 6(0)          |   |   |              |              |              |              |              |  |
|  | 5                  | Viktorija Kutuzova     | Viktorija Kutuzova     | 6           | 6           |  |  | 5             | Viktorija Kutuzova | 6                  | 1                  | 7             |   |   |              |              |              |              |              |  |
|  |                    | Tetjana Lužans'ka      | Tetjana Lužans'ka      | 4           | 1           |  |  |               |                    |                    |                    |               |   |   |              |              |              |              |              |  |